# 二の丸 (上田市)
二の丸（にのまる）は、長野県上田市の町丁。住居表示実施地域。郵便番号は386-0026。

## 概要
上田市の上田地区に属する。昭和44年（1969年）の住居表示事業により、大字上田、大字常磐城の各一部から成立。北は中央西、東は大手、南は天神、西は常磐城に隣接する。
全域が上田城跡公園内にあり、復元された上田城のほか、上田市立博物館、招魂社、野球場、弓道場、陸上競技場などがあり、市民の憩いの場となっている。

## 施設
- 上田城跡公園
- 上田市立博物館
- 招魂社

## 世帯数と人口
2021年（令和3年）11月1日現在の世帯数と人口は以下の通りである。
| 町丁   | 世帯数 | 人口 |
| ------ | ------ | ---- |
| 二の丸 | 0世帯  | 0人  |